# Thomas Ara Spence
Thomas Ara Spence (ur. 20 lutego 1810, zm. 10 listopada 1877 w Waszyngtonie) – amerykański polityk i prawnik.
W latach 1843–1845 z ramienia Partii Wigów przez jedną kadencję Kongresu Stanów Zjednoczonych był przedstawicielem szóstego okręgu wyborczego w stanie Maryland w Izbie Reprezentantów Stanów Zjednoczonych. Później związał się z Partią Republikańską.